# Národní parky v Bosně a Hercegovině

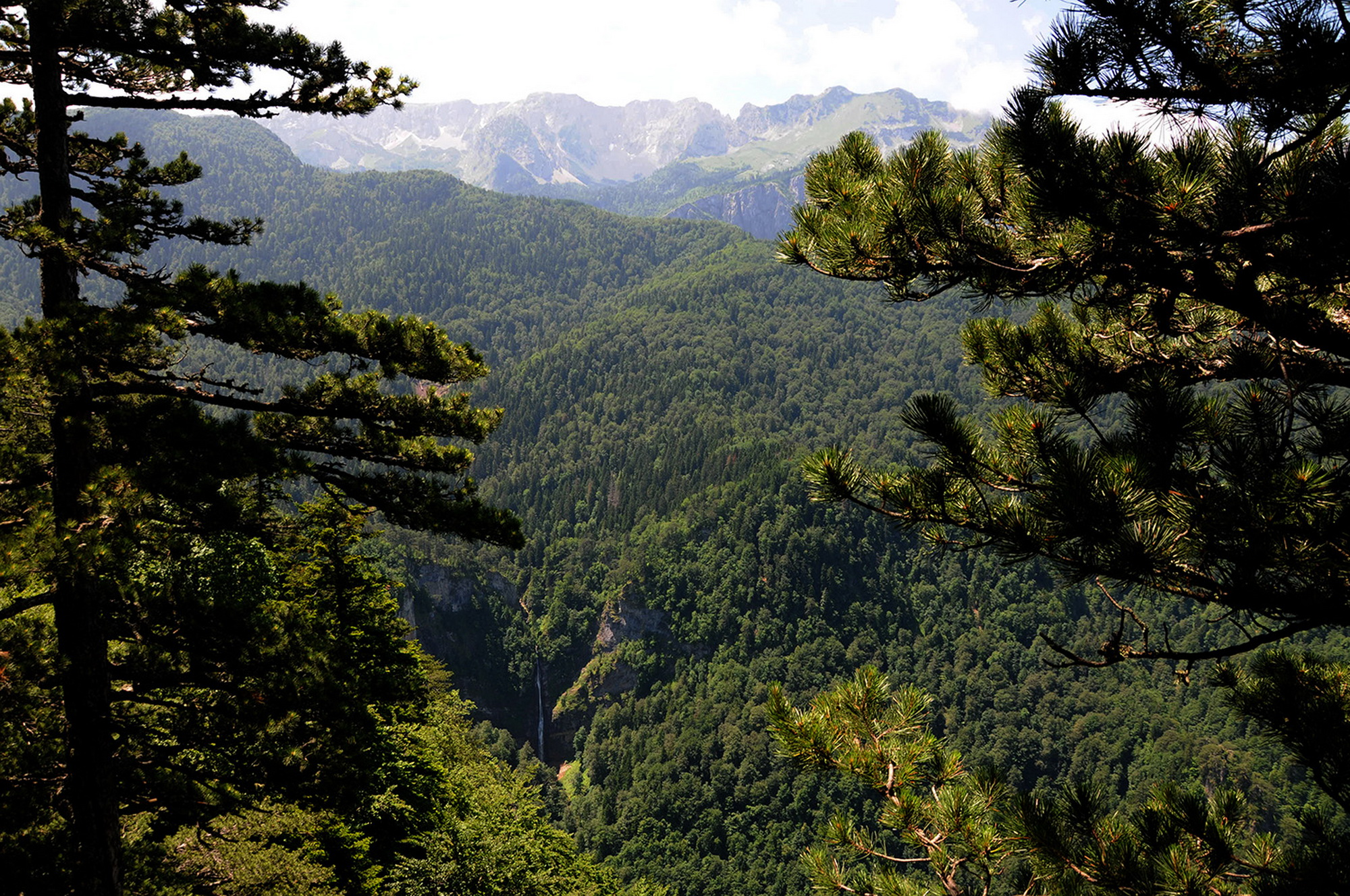
Sutjeska

V Bosně a Hercegovině jsou čtyři národní parky, pět přírodních parků a tři chráněné oblasti.
Národní parky jsou Sutjeska, Kozara, Una a Drina. Přírodní parky Bardača, Blidinje, Hutovo blato, vodopád Skakavac a Vrelo Bosne (prameniště řeky Bosny), a chráněné oblasti Bijambare, kaňon Miljacke a Trebević. 
Uvnitř NP Sutjeska je jeden z posledních pralesů v Evropě.

## Přehled území
| Národní park          | Rok založení | Rozloha [km²] | Galerie Commons                                         | Geodata  |
| --------------------- | ------------ | ------------- | ------------------------------------------------------- | -------- |
| Národní park Sutjeska | 1965         | 160.52        | Kategorie „National park Sutjeska“ na Wikimedia Commons | OSM, WMF |
| Národní park Kozara   | 1967         | 39.08         | Kategorie „National park Kozara“ na Wikimedia Commons   | OSM, WMF |
| Národní park Una      | 2008         | 198.0         | Kategorie „National park Una“ na Wikimedia Commons      | OSM, WMF |
| Národní park Drina    | 2017         | 63.15         | Kategorie „National park Drina“ na Wikimedia Commons    | OSM, WMF |

## Fotogalerie

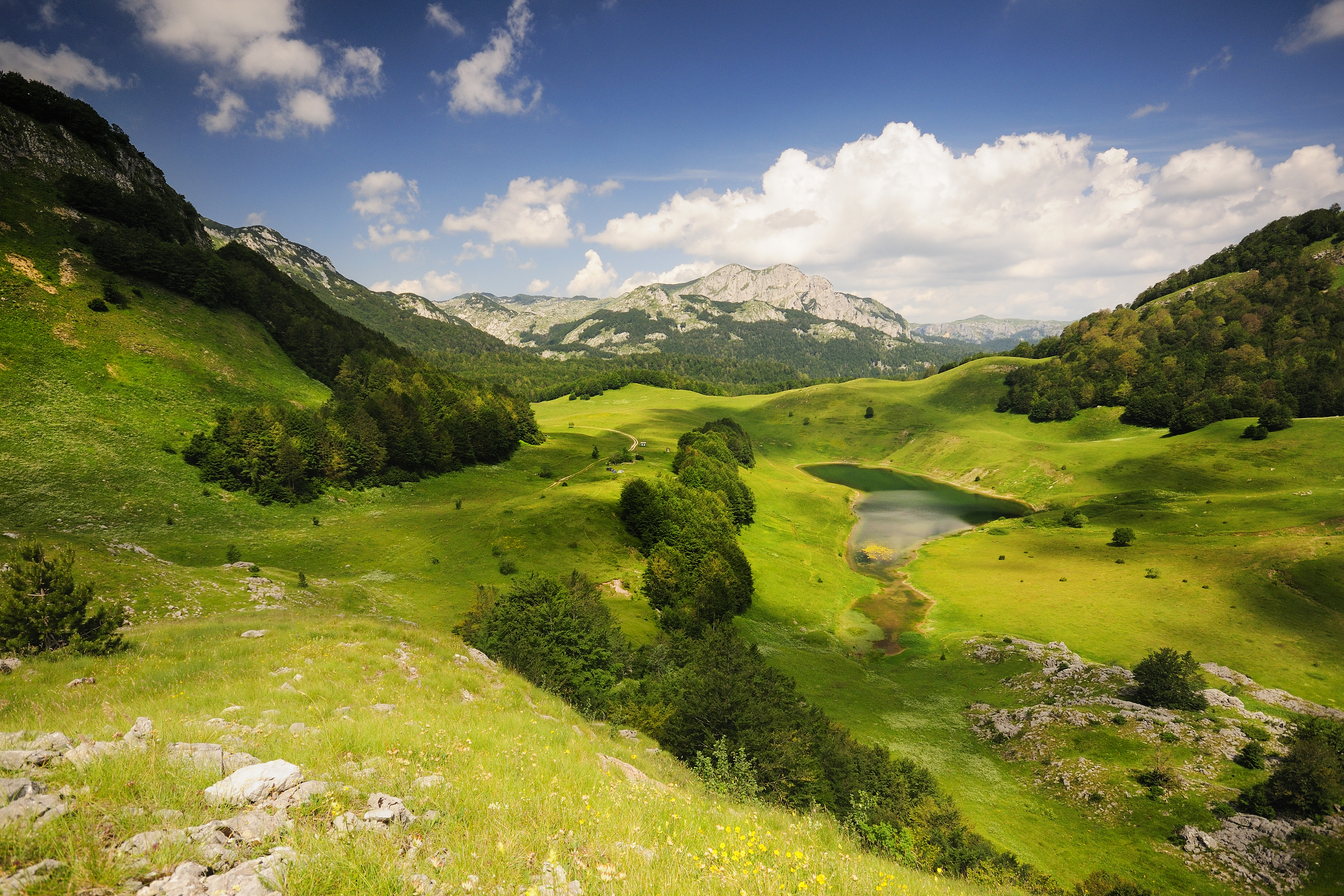
Sutjeska
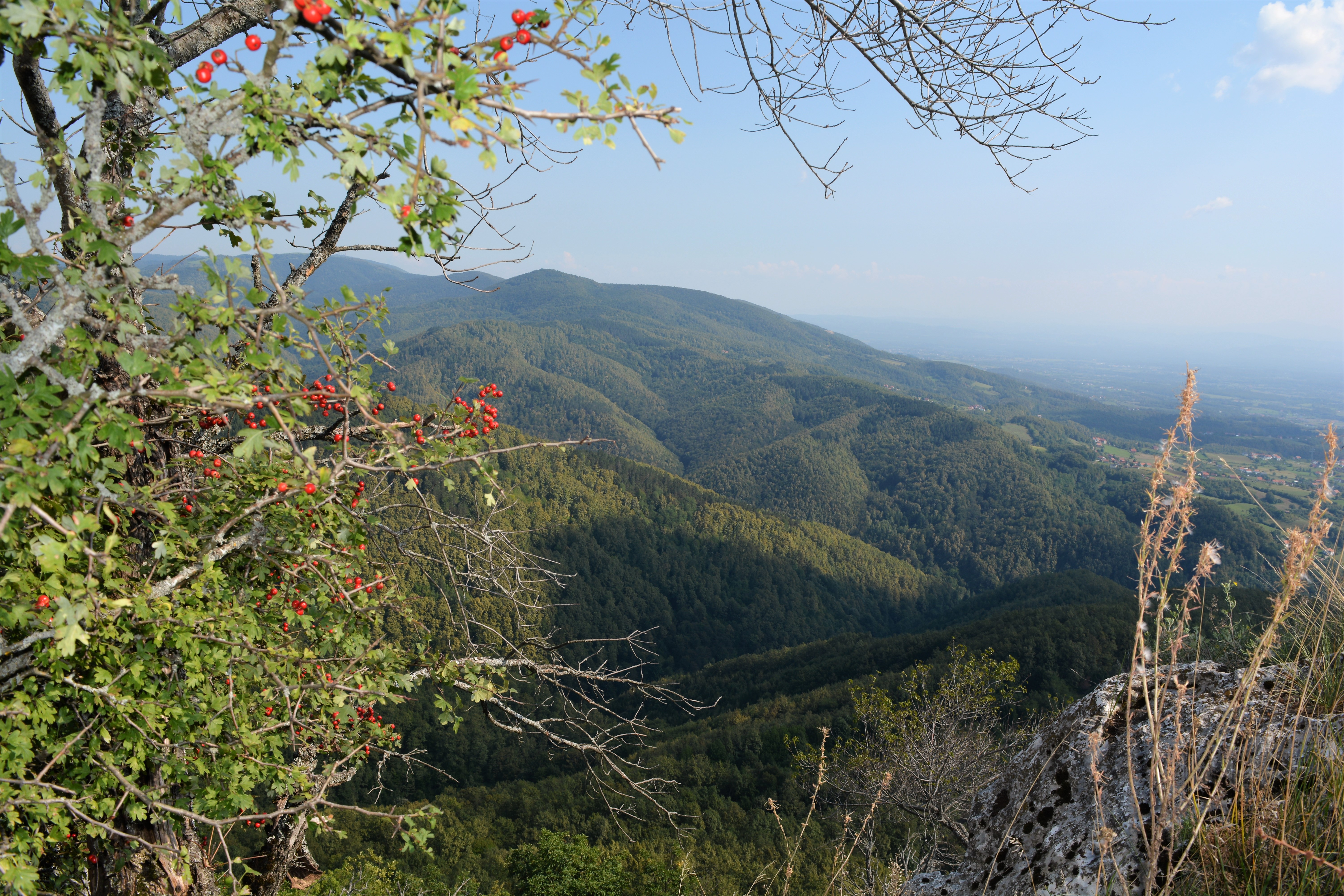
Kozara
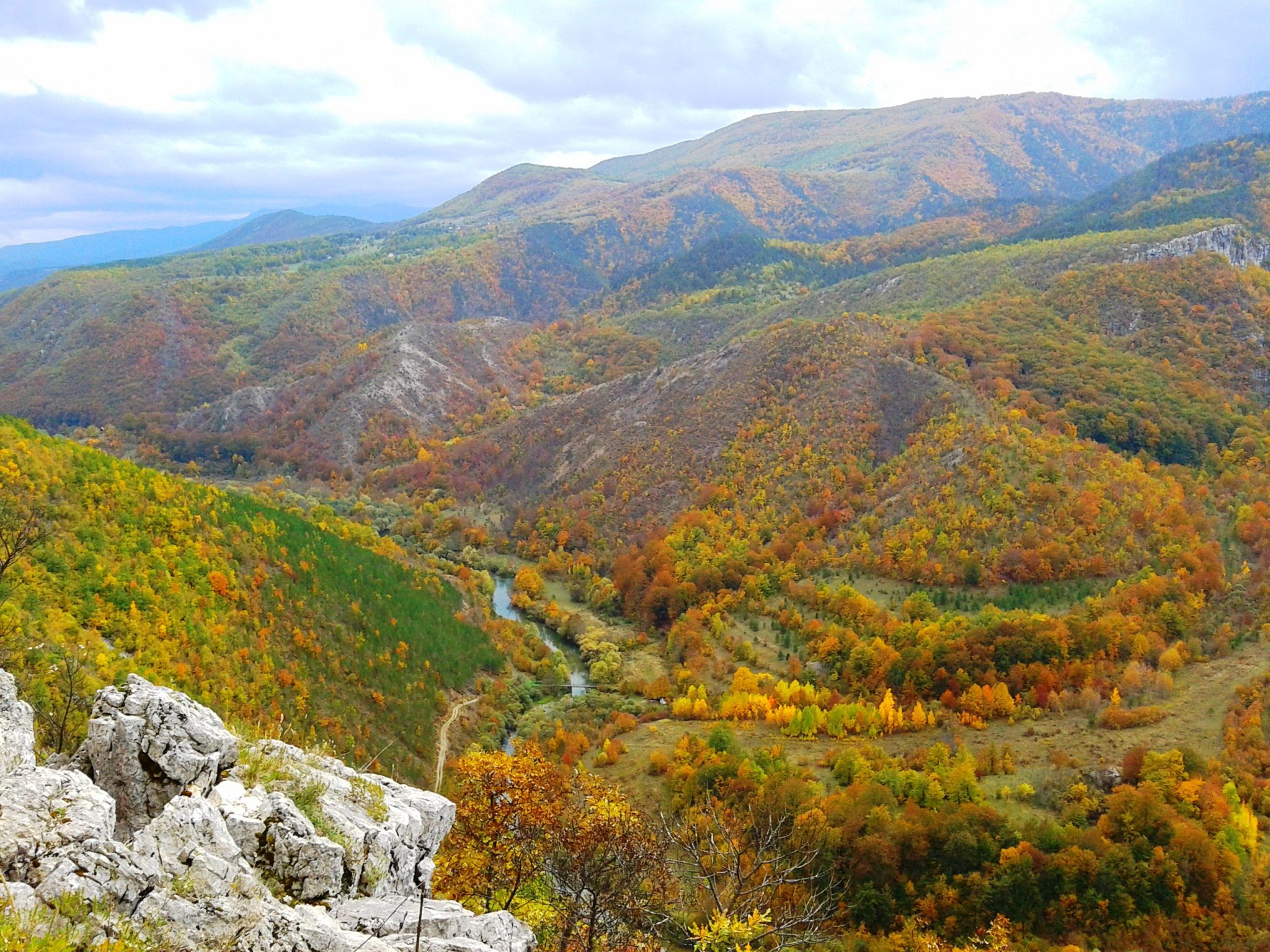
Una
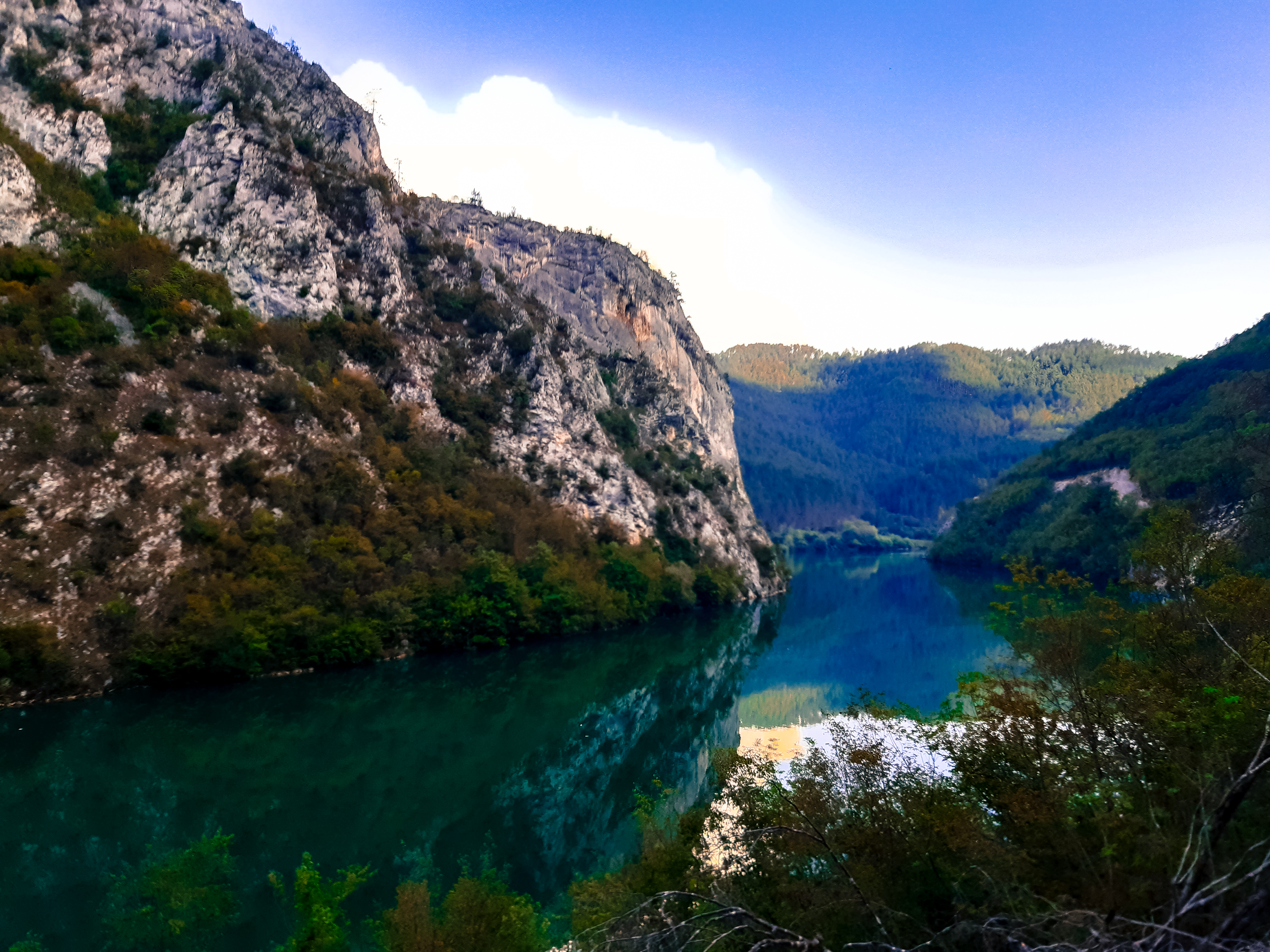
Drina